# 후지와라노 츠네코 (레이제이 나가츠네의 딸)
후지와라노 츠네코(일본어: 藤原 経子 ふじわらの つねこ[*])는 가마쿠라 시대 후기의 후궁 여관이다. 레이제이 (후지와라노) 나가츠네의 딸로, 의붓동생 또는 의붓오빠로는 나가카타가 있다. 후궁에서는 나카츠카사(中務)의 사부라이나(候名)로 나이시노죠(나이시)로서 후시미 천황을 모셨고, 그로 인해 후에 "후시미노인노 나카츠카사노나이시 (伏見院中務内侍)"로 불렸다.

## 약력
고안 3년 (1280년) 12월 이전부터 고후카쿠사 상황의 센토 (레이제이 토미노코지도노)에서 상황 황자이자 동궁이었던 히로히토 친왕 (후의 후시미 천황)의 곁에 출사하고 있었으며, 죠로노다이나곤도노의 밑에서 신사이쇼이나 쿠나이쿄이니 하는 뇨보와 방배 의식을 공유하며 섬기지만, 동시에 동궁 킨쥬인 츠치미카도 토모아키나 쿄고쿠 타메카네 등과 방배 공통인 동궁을 떠받들도록 연대감 있게 교우하였다. 참고로, 당시에는 동궁을 중심으로 『겐지모노가타리(源氏物語)』를 애호는 『겐지(源氏)』클러스터가 형성되어 있어, 그 동인 활동은 토모아키의 『고안 겐지 논의(弘安源氏論議)』에서 결실을 맺는데, 츠네코도  『겐지(源氏)』에 감화되어 있던 모습이 후년의 회상록 (『나카츠카사노나이시 일기(中務内侍日記)』)의 특히 전반부에서 찾아볼 수 있으며, 그 밖에도 『사고로모모노가타리(狭衣物語)』와 같은 모노가타리물을 애독하고 있었던 것으로 보인다.
고안 10년 (1287년) 10월, 동궁이 황위을 계승하자, 그 해 12월 10일, 나이시노죠 직의 보전을 받아 계속 궁궐에서 모셨다. 또한, 신보 나이시노죠는 3명이고, 그 중 최연소여서 그런지, 나머지 나이시 기험자로 이름이 정해져 있었기 때문인지, 출사 초기에는 신나이시(新内侍)로 불렸으나, 나중에는 아버지 나가츠네의 전관인 나카츠카사노다이스케에서 유래된 것 같은 나카츠카사(中務)로 개칭되어, 그 시기는 불명확하지만, 쇼오 3년 (1290년) 3월 경이었을 가능성이 있다.
후시미 천황의 궁중에서는 고안 11년 (쇼오 원년) 3월 15일 즉위 의식에서 옥새의 상자를 바치고, 같은 해 11월, 대상회에서는 주기방(스키카타) 여공소 (뇨쿠도코로)의 코토(勾当)로서, 여관을 배분할 때, 친정의 도움으로 에몬도의 가문 (타카쿠라가) 출신으로서 체면을 크게 세웠고, 쇼오 3년 2월에는 고후카쿠사 상황의 발원으로 시작된 춘일임시제에서는 임시제라고 하지만, 씨신에 대한 첫 내시사로 보내진 것을 자랑스럽게 여기기도 하였고, 다음 달, 아사하라 사건에서는 옥체 및 헌상과 검새의 피난에 신경을 쓰는 등, 거기에는 자신의 출신이나 나이시로서의 긍지를 가슴에 품고 후시미 천황을 성심성의껏 섬겼던 모습을 볼 수 있는데, 그것은 후궁 뇨보의 전형이라 할 수 있는 모습이기도 했다.
쇼오 5년 3월 말에 병을 이유로 후궁에서 물러났는데, 시기로는 30대 초반에서 40세 전후였다고 추측된다. 사직한 후의 동향이나 사망년도는 확실하지 않지만, 궁중생활을 주로 한 자신의 경험을 회상기로 정리한 『나카츠카사노나이시 일기(中務内侍日記)』를 남겼고, 이 일기는 전형적인 궁중부인의 전형정인 뇨보 일기로 평가되며, 『교쿠요와카슈(玉葉和歌集)』에 2수 입집되어 있지만, 이 일기에서는 보이지 않는 점에서는 가집 같은 것도 없어졌을 가능성마저 지적되고 있다. 덧붙여서 출사 중에는 쿄고쿠파의 대표로 지목된 쿄고쿠 타메카네와 우타의 증답을 주고받았음에도 불구하고, 이들 우타에는 쿄고쿠파의 가풍이 인정되지 않는 것으로 보아, 쿄고쿠파의 확립은 빠르고 츠네코가 궁중을 떠난 쇼오 5년 이후일 수도 있다.